# Thouinidium insigne
Thouinidium insigne är en kinesträdsväxtart som först beskrevs av Brandeg., och fick sitt nu gällande namn av Ludwig Radlkofer. Thouinidium insigne ingår i släktet Thouinidium och familjen kinesträdsväxter. Inga underarter finns listade i Catalogue of Life.